# کشو

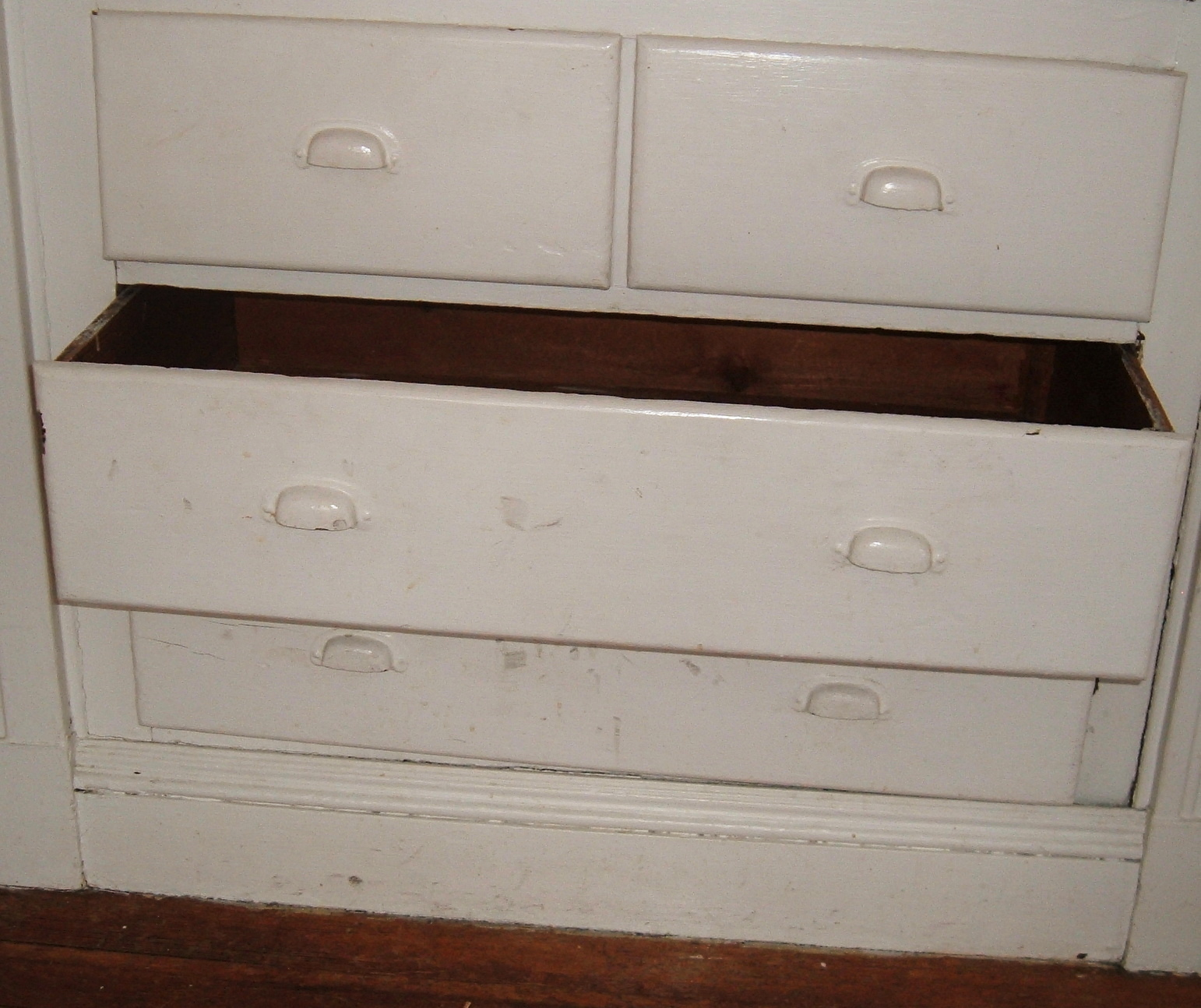
کشو

کِشو قطعه‌ای وابسته است و میتواند جزئی از تجهیزات بعضی از انواع مبلمان باشد. شکل یک جعبه روباز را دارد. معمولاً هر کشو مجهز به دو ریل موازی  یا مکانیسمی نظیر آن است؛ طوری که با جلو کشیدن قطعه می‌توان به محتویات آن دست یافت. (در زبان فارسی، نام کشو، در قابلیت کشیده شدن به جلو و به عقب ریشه دارد). مبلمانی مانند میز تحریر، کمد، کابینت، انواع دکور و اثاث منزل، می‌توانند مجهز به یک یا چند کشو باشند.